# Black Widow (album)
Pour les articles homonymes, voir Veuve noire (homonymie).
 (janvier 2020).
Si vous disposez d'ouvrages ou d'articles de référence ou si vous connaissez des sites web de qualité traitant du thème abordé ici, merci de compléter l'article en donnant les références utiles à sa vérifiabilité et en les liant à la section « Notes et références ».
Albums de In This Moment
Blood at the Orpheum
(2014) Rise of the Blood Legion - Greatest Hits (Chapter 1)
(2015)
Singles
1. Sick Like Me
Sortie : 9 septembre 2014
2. Big Bad Wolf
Sortie : 21 octobre 2014

Black Widow est le cinquième album studio du groupe californien de metalcore In This Moment sorti le 17 novembre 2014 sur le label Atlantic Records. Il s'est vendu à plus de 36 000 exemplaires sur sa première semaine et s'est classé 8e du Billboard 200.

## Liste des titres
Toute la musique est composée par In This Moment et Kevin Churko sauf mentions.
| No  | Titre                                   | Auteur                                                 | Durée |
| --- | --------------------------------------- | ------------------------------------------------------ | ----- |
| 1.  | The Infection                           |                                                        | 1:49  |
| 2.  | Sex Metal Barbie                        |                                                        | 4:22  |
| 3.  | Big Bad Wolf                            |                                                        | 5:12  |
| 4.  | Dirty Pretty                            |                                                        | 4:07  |
| 5.  | Black Widow                             |                                                        | 4:58  |
| 6.  | Sexual Hallucination (avec Brent Smith) |                                                        | 6:18  |
| 7.  | Sick Like Me                            |                                                        | 5:00  |
| 8.  | Bloody Creature Poster Girl             |                                                        | 4:20  |
| 9.  | The Fighter                             | Brink, Howorth, Churko, Nick Helbling, Michael Spadoni | 4:52  |
| 10. | Bones                                   |                                                        | 4:30  |
| 11. | Natural Born Sinner                     |                                                        | 5:09  |
| 12. | Into the Darkness                       |                                                        | 2:52  |
| 13. | Out of Hell                             |                                                        | 6:34  |